# دهانه باغ دره
دهانه باغ دره (به لاتین: Dahan-e Baghdarreh) یک منطقهٔ مسکونی در افغانستان است که در ولایت بغلان واقع شده‌است.